# Borough de Coleraine
Pour les articles homonymes, voir Coleraine (homonymie).
Le borough de Coleraine (Coleraine Borough en anglais et Buirg Chúil Raithin en gaélique d’Irlande), officiellement appelé Coleraine (Cúil Raithin en gaélique d’Irlande), est un ancien district de gouvernement local d’Irlande-du-Nord.
Créé en octobre 1973, il fusionne avec le borough de Ballymoney, celui de Limavady et le district de Moyle en mars 2015 pour créer un autre district de gouvernement local, Causeway Coast and Glens.

## Géographie
Le district est situé dans les comtés d’Antrim et de Londonderry.

## Histoire
Un district de gouvernement local (local government district en anglais) du nom de Coleraine est créé le 17 juillet 1972 par le Local Government (Boundaries) Order (Northern Ireland) du 20 juin 1972. Les institutions du district entrent en vigueur à compter du 1er octobre 1973 au sens du Local Government Act (Northern Ireland) du 23 mars 1972.
Par délibération du conseil du district du 21 juin 1973, le district de Coleraine relève la charte de la corporation du borough de Coleraine. Il devient donc, à compter du 1er octobre, le borough de Coleraine,.
La majeure partie des territoires des boroughs de Ballymoney, de Coleraine, de Limavady et du district de Moyle sont réunis par le Local Government (Boundaries) Act (Northern Ireland) du 23 mai 2008. Le borough résultant de la fusion des anciens districts, Causeway Coast and Glens, est créé à compter du 1er avril 2015 par le Local Government (Boundaries) Order (Northern Ireland) du 30 novembre 2012.

## Administration

### Conseil
Le Coleraine Borough Council, littéralement, le « conseil du borough de Coleraine », est l’assemblée délibérante du borough de Coleraine, composée de 20 (1973-1985), de 21 (1985-1993) puis de 22 membres (1993-2015), appelés les conseillers (councillors).
Un maire (mayor) et un vice-maire (deputy mayor) sont élus parmi les conseillers à l’occasion de chaque réunion générale annuelle du conseil du borough.

### Circonscriptions électorales
Le district de gouvernement local est divisé en autant de sections électorales (wards en anglais) que de conseillers. Celles-ci sont distribuées par zone électorale de district (district electoral area).
| Zone                           | 1973-1985,                                                                              | 1985-1993                                                                                 | 1993-2015                                                                |
| ------------------------------ | --------------------------------------------------------------------------------------- | ----------------------------------------------------------------------------------------- | ------------------------------------------------------------------------ |
| Première zone et ses sections  | A (6 sièges)                                                                            | Bann (7 sièges)                                                                           | Bann (6 sièges)                                                          |
| Première zone et ses sections  | - Agivey - Castlerock - Garvagh - Kilrea - Macosquin - Ringsend                         | - Agivey - Castlerock - The Cuts - Garvagh - Kilrea - Macosquin - Ringsend                | - Agivey - Castlerock - Garvagh - Kilrea - Macosquin - Ringsend          |
| Deuxième zone et ses sections  | B (7 sièges)                                                                            | Coleraine Town (7 sièges)                                                                 | Coleraine Central (6 sièges)                                             |
| Deuxième zone et ses sections  | - Ballywillin - Dhu Varren - Dunluce - Knockantern - Portrush - Portstewart - Strand    | - Ballysally - Central - Churchland - Cross Glebe - Mount Sandel - University - Waterside | - Central - Churchland - The Cuts - Knocklynn - Mount Sandel - Waterside |
| Troisième zone et ses sections | C (7 sièges)                                                                            | The Skerries (7 sièges)                                                                   | Coleraine East (5 sièges)                                                |
| Troisième zone et ses sections | - Central - Churchland - Cross Glebe - The Cuts - Mount Sandel - University - Waterside | - Atlantic - Dunluce - Hopefield - Knockantern - Portstewart - Royal Portrush - Strand    | - Ballysally - Cross Glebe - Dundooan - Dunluce - University             |
| Quatrième zone et ses sections |                                                                                         |                                                                                           | The Skerries (5 sièges)                                                  |
| Quatrième zone et ses sections | - Atlantic - Hopefield - Portstewart - Royal Portrush - Strand                          |                                                                                           |                                                                          |